# 해적: 도깨비 깃발
《해적: 도깨비 깃발》은 2022년 공개된 대한민국의 영화이다. 2014년 공개된 《해적: 바다로 간 산적》의 정신적 후속작이다.

## 캐스팅

### 주연
- 강하늘 : 우무치 역 - 의적단 두목. 본작의 주인공.
- 한효주 : 해랑 역 - 해적선의 주인. 본작의 여주인공.
- 이광수 : 막이 역 - 해적왕 꿈나무.
- 권상우 : 부흥수 역 - 본작의 메인 빌런이자 최종 보스. 보물을 노리는 역적.

### 조연
- 채수빈 : 해금 역 - 타고난 사기꾼.
- 오세훈 : 한궁 역 - 백발백중의 명사수.
- 김성오 : 강섭 역 - 무치의 오른팔.
- 박지환 : 아귀 역 - 해적단의 돌주먹.
- 김기두 : 곰치 역
- 성동일
- 맹상열 : 불출이 역
- 박훈 : 망초 역 - 부흥수 군단의 부하. 본작의 중간 보스.
- 이정현 : 앵두 역
- 한재영 : 이방원 역
- 원우 : 평양 상인 역

### 그 외 출연진
- 김기방 (특별출연)
- 김상경 (특별출연)

## 같이 보기
- 해적: 바다로 간 산적

## 캐릭터 정보
| 해적 시리즈 주인공   | 해적 시리즈 주인공 |
| 해적: 바다로 간 산적 | 해적: 도깨비 깃발  |
| -------------------- | ------------------ |
| 장사정, 여월         | 우무치, 해랑       |

| 해적 시리즈 주인공의 조력자       | 해적 시리즈 주인공의 조력자 |
| 해적: 바다로 간 산적              | 해적: 도깨비 깃발           |
| --------------------------------- | --------------------------- |
| 철봉, 스님, 춘섭 용갑, 흑묘, 참복 | 막이, 강섭, 아귀 해금, 한궁 |

| 해적 시리즈 최종 보스 | 해적 시리즈 최종 보스 |
| 해적: 바다로 간 산적  | 해적: 도깨비 깃발     |
| --------------------- | --------------------- |
| 소마, 모흥갑          | 부흥수                |

| 해적 시리즈 중간 보스 | 해적 시리즈 중간 보스 |
| 해적: 바다로 간 산적  | 해적: 도깨비 깃발     |
| --------------------- | --------------------- |
| ?                     | 망초, 앵두            |